# Dolophilodes natalensis
Dolophilodes natalensis är en nattsländeart som beskrevs av Morse 1974. Dolophilodes natalensis ingår i släktet Dolophilodes och familjen stengömmenattsländor. Inga underarter finns listade i Catalogue of Life.